# چند جمله‌ای‌های گرونیموس
در ریاضیات، چندجمله‌ای‌های گرونیموس اشاره به چند رده از چندجمله ای‌های متعامد دارند که به‌وسیله یاکوف گرونیموس مورد مطالعه قرار گرفته‌اند. 